# Серый топаколо
Серый тапаколо (лат. Myornis senilis) — вид воробьиных птиц семейства топаколовых (Rhinocryptidae). Единственный представитель одноимённого рода Myornis. Подвидов не выделяют. Распространён в Колумбии, Эквадоре и Перу.

## Описание
Серый тапаколо — небольшая птица длиной 14 см, с длинным хвостом и приподнятым основанием клюва. Самцы весят от 20 до 23,5 г, а самки — от 18,1 до 24,5 г. Верхняя часть тела сероватая, нижняя — несколько бледнее. У некоторых особей на боках и надхвостье есть коричневые пятна. Радужная оболочка коричневая; надклювье черновато-серое, подклювье тёмно- или коричневато-серое, цевка серо-коричневая. У молоди уздечка беловатая, верхняя часть тела рыжевато-коричневая, нижняя часть — охристо-бурая; брюхо беловатое, со слабыми тёмными полосами на надхвостье, хвосте, боках и кончиках внутренних маховых перьев.

## Вокализация
Серый топаколо поёт только в определённые сезоны года. Песня начинается с повторяющегося «tick», продолжительностью до 1 минуты с нерегулярными интервалами в 2—4 секунды, которые становятся короче непосредственно перед громкой финальной трелью (“истерический смех”) длительностью 3—4 секунды, с понижающейся частотой с 5 кГц до 3 кГц. Часто реагирует на воспроизведение песни громкой, низкой трелью длительностью до 1 минуты, со скоростью 25 нот в секунду, частотой 1,7—1,8 кГц. Сигнал тревоги представляет собой трель длиной 1 секунду из 25 нот на частоте 3,6 кГц.

## Биология
Прыгает и лазает по густым зарослям бамбука или тростника, обычно от уровня земли до высоты 4 м; лишь изредка ходит по земле среди сухих листьев бамбука. Состав рациона не описан.
Биология размножения не исследована. Предполагают, что в году одна кладка. Оперившихся птенцов наблюдали в июне в юго-восточном Эквадоре и в августе на севере Перу.

## Распространение и места обитания
Распространён в Колумбии и прилегающих районах Венесуэлы, а также в Эквадоре (юг провинции Эль-Оро и север провинции Лоха) и Перу (юг региона Уануко и север региона Паско). Обитает в густых зарослях бамбука (роды Chusquea и Neurolepis), а также во влажных горных лесах на высоте от 2000 до 3950 м над уровнем моря.